# Victoria Holmes
Victoria Holmes (* 17. Juli 1971 in Berkshire) ist eine britische Schriftstellerin. Sie ist Mitglied des Autorenteams Erin Hunter.
Victoria Holmes wuchs auf einer Farm in Berkshire auf. Sie studierte Englisch an der University of Oxford. Neben ihrer Mitarbeit im Autorenteam Erin Hunter, für das sie insbesondere die Handlungen der Geschichten entwirft, schreibt sie Abenteuerbücher für Kinder und Jugendliche. Ihre Bücher wurden unter anderem in die französische und deutsche Sprache übersetzt.
Victoria Holmes lebt in London und arbeitet als Lektorin in einem Kinderbuchverlag.

## Werke
- Reiter in der Nacht. (Rider in the Dark.) Aus dem Englischen von Kerstin Michaelis. Ensslin, Würzburg 2005, ISBN 3-401-45197-9.
- Das Pferd aus dem Meer. (The Horse from the Sea.) Aus dem Englischen von Kerstin Michaelis. Ensslin, Würzburg 2006, ISBN 3-401-45242-8.
- Feuervogel. (Heart of Fire.) Aus dem Englischen von Kerstin Michaelis. Ensslin, Würzburg 2007, ISBN 978-3-401-45295-1.